# CYB210010
CYB210010（也称为2C-T-TFM、2C-T-36，化学名：4-三氟甲硫基-2,5-二甲氧基苯乙胺）是一种含氮有机化合物，化学式为C11H14F3NO2S，属于含硫2,5-二甲氧基苯乙胺衍生物（2C类化合物），能作为致幻剂，2023年由Cybin公司的研发人员首次合成。